# Thomas Molloy
Pour les articles homonymes, voir Molloy (homonymie).
William Thomas Molloy dit Thomas Molloy, né le 27 juillet 1940 à Saskatoon et mort le 2 juillet 2019, est un juriste, chancelier d'université et homme politique canadien. 
Il est lieutenant-gouverneur de la province de la Saskatchewan de 2018 à 2019.

## Biographie
Né à Saskatoon en Saskatchewan le 27 juillet 1940, Thomas Molloy obtient un baccalauréat ès arts du St. Thomas More College et un baccalauréat en droit de l'université de la Saskatchewan en 1964. Il est avocat auprès du cabinet de Saskatoon, Molloy Negotiations.
Il est le négociateur en chef du gouvernement du Canada dans le cadre de l'accord sur les revendications territoriales du Nunavut, qui aboutit à la création de ce territoire en 1999 et de l'accord définitif Nisga'a.
Le 22 janvier 2018, le Premier ministre Justin Trudeau annonce la nomination de Molloy au poste de lieutenant-gouverneur de la Saskatchewan pour succéder à Vaughn Schofield. Il entre officiellement en fonction le 21 mars suivant. 
Le 7 mai 2019, le bureau de Molloy annonce qu'il a reçu un diagnostic de cancer du pancréas et se retire de son poste pour se faire soigner. Ses fonctions sont alors temporairement assumées par Robert G. Richards, juge en chef de la Saskatchewan. Il meurt de la maladie le 2 juillet suivant.

## Œuvres
Il est l'auteur du livre Le monde est notre témoin: Le parcours historique des Nisga'a au Canada.

## Distinctions
En 1996, il est nommé officier de l'Ordre du Canada pour « son intégrité, son engagement envers un règlement juste et ses relations personnelles ». 
En 2012, il est nommé membre de l'Ordre du mérite de la Saskatchewan.